# Алтухово (Калужская область)
Алтухово — деревня в Жуковском районе Калужской области России. Входит в состав сельского поселения «Село Совхоз Чаусово».

## География
Деревня находится в северо-восточной части Калужской области, в зоне хвойно-широколиственных лесов, примерно в 40 км от Московской области, в 73 км от Калуги и в 19 км от районного центра Жуков. Селение начинается близ левого берега малой речки Жолубь (правый приток Ичи) и далее на юго-запад. Ближайшие населенные пункты: Азарово (3 км), Волынцы (3 км), Волынцы (3 км), Горнево (5 км), Горяново (стар.назв. Горяиново, 3 км), Дурово (7 км), Ивановское (4 км), Ивановское (4 км), Стехино (2 км), Шабаново (3 км).

### Климат
Климат характеризуется как умеренно континентальный, с умеренно влажным летом и продолжительной зимой. Среднегодовая многолетняя температура воздуха составляет 4 °С. Средняя температура воздуха самого тёплого месяца (июля) — 17,8 °C (абсолютный максимум — 38 °C); самого холодного (января) — −9,9 °C (абсолютный минимум — −48 °C). Продолжительность периода отрицательных температур 149 дней. Среднегодовое количество атмосферных осадков составляет 749 мм, из которых 466 мм выпадает в тёплый период. Снежный покров держится в течение 136 дней.

## История
Согласно материалам Российского государственного архива древних актов село Алтухово упоминается в первой всеобщей переписи населения России, проведенной в 1646 г. при правлении царя Алексея Михайловича (Тишайшего).
Алтухово — село Белянинской волости, Оболенского, а с конца 18-го века — Тарусского уезда Калужской губернии.
В селе регулярно проводились ярмарки, на которые съезжались крестьяне из окружающих деревень.
В дореволюционный период село с рядом окружающих деревень находилось во владении князей Долгоруких-2-я_ветвь.

## Население
| 2002 | 2010 |
| ---- | ---- |
| 29   | ↘27  |

## Инфраструктура
Личное подсобное хозяйство с зоной сельскохозяйственного использования, индивидуальная застройка усадебного типа.

## Достопримечательности
Возле деревни обнаружены объекты культурного наследия (памятников истории и культуры).
В 0,3 км к юго-западу от деревни находится курганный могильник
В 1,4 км к северо-западу от деревни селище, 11-13 вв., 14-17 вв.
В 2 км на северо-западе от селения на левом берегу Ичи находится известный археологический памятник раннего железного века (8 век н. э., то есть около столетия до Рюрика) — Ичское городище.
В 2,3 км к западу от деревни — курган
На правом берегу Жолубь находится старинная известняковая каменоломня, откуда крестьяне брали материал для фундаментов изб.

## Транспорт
Деревня доступна автотранспортом по проселочной дороге от автодороги регионального значения 29Н-173.  